# Doudelainville
Doudelainville és un municipi francès situat al departament del Somme i a la regió dels Alts de França. L'any 2007 tenia 245 habitants.

## Demografia

### Població

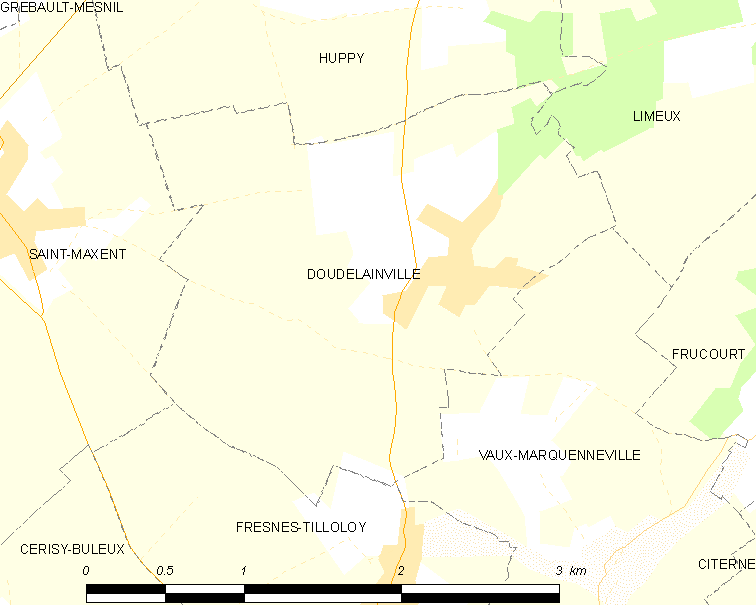
municipi

El 2007 la població de fet de Doudelainville era de 245 persones. Hi havia 90 famílies de les quals 19 eren unipersonals (3 homes vivint sols i 16 dones vivint soles), 29 parelles sense fills, 39 parelles amb fills i 3 famílies monoparentals amb fills.
La població ha evolucionat segons el següent gràfic:
Habitants censats

### Habitatges

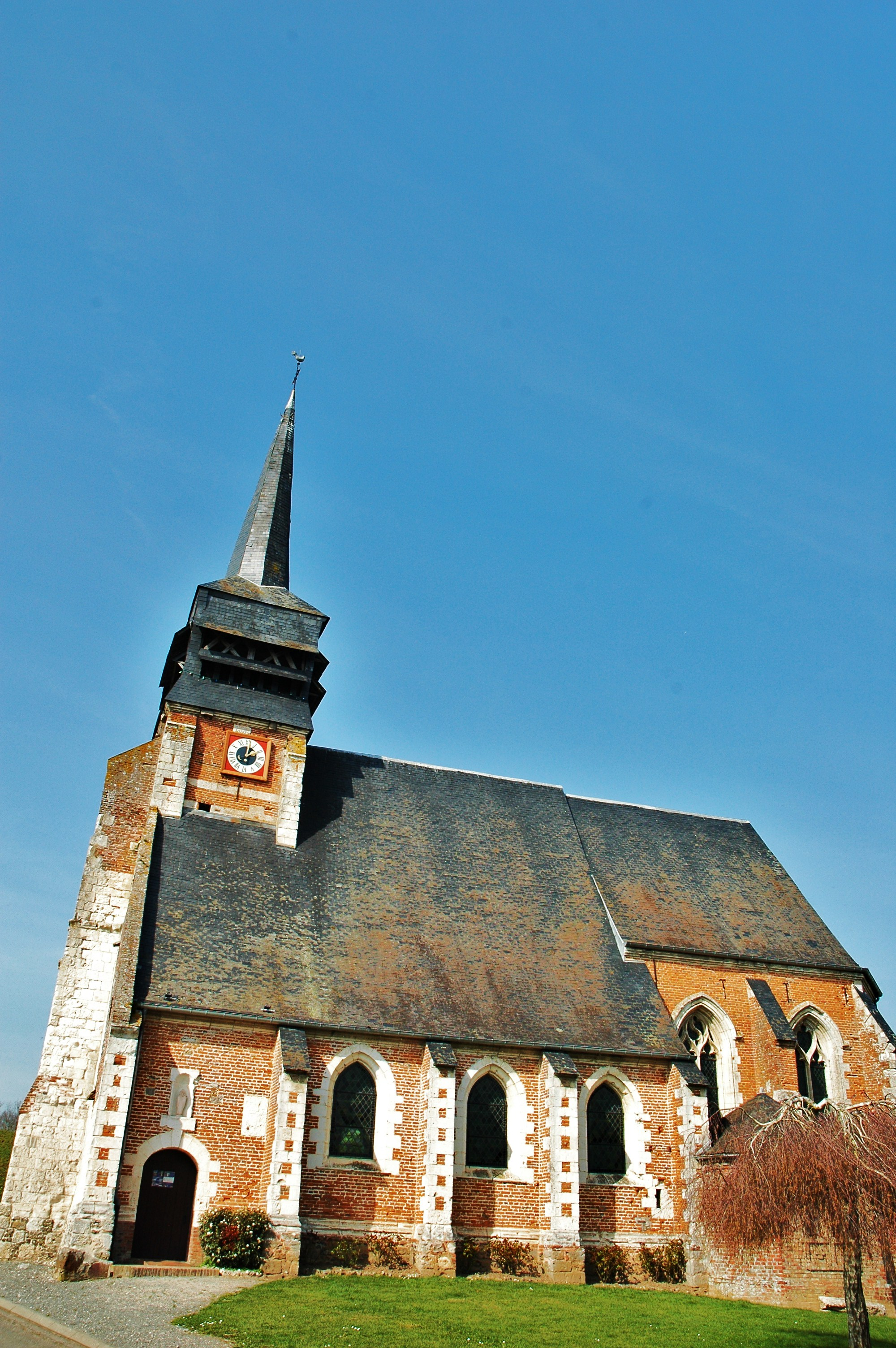

El 2007 hi havia 108 habitatges, 88 eren l'habitatge principal de la família, 15 eren segones residències i 4 estaven desocupats. Tots els 103 habitatges eren cases. Dels 88 habitatges principals, 77 estaven ocupats pels seus propietaris i 11 estaven llogats i ocupats pels llogaters; 2 tenien dues cambres, 8 en tenien tres, 22 en tenien quatre i 56 en tenien cinc o més. 31 habitatges disposaven pel capbaix d'una plaça de pàrquing. A 40 habitatges hi havia un automòbil i a 43 n'hi havia dos o més.

### Piràmide de població
La piràmide de població per edats i sexe el 2009 era:
| Homes | Edats   | Dones |
| ----- | ------- | ----- |
| 0     | 95 o +  | 0     |
| 0     | 90 a 94 | 4     |
| 8     | 85 a 89 | 0     |
| 0     | 80 a 84 | 4     |
| 12    | 75 a 79 | 12    |
| 8     | 70 a 74 | 8     |
| 4     | 65 a 69 | 8     |
| 0     | 60 a 64 | 4     |
| 4     | 55 a 59 | 0     |
| 4     | 50 a 54 | 4     |
| 4     | 45 a 49 | 8     |
| 8     | 40 a 44 | 8     |
| 12    | 35 a 39 | 4     |
| 8     | 30 a 34 | 4     |
| 4     | 25 a 29 | 12    |
| 12    | 20 a 24 | 0     |
| 8     | 15 a 19 | 4     |
| 0     | 10 a 14 | 0     |
| 12    | 5 a 9   | 4     |
| 0     | 0 a 4   | 12    |

## Economia

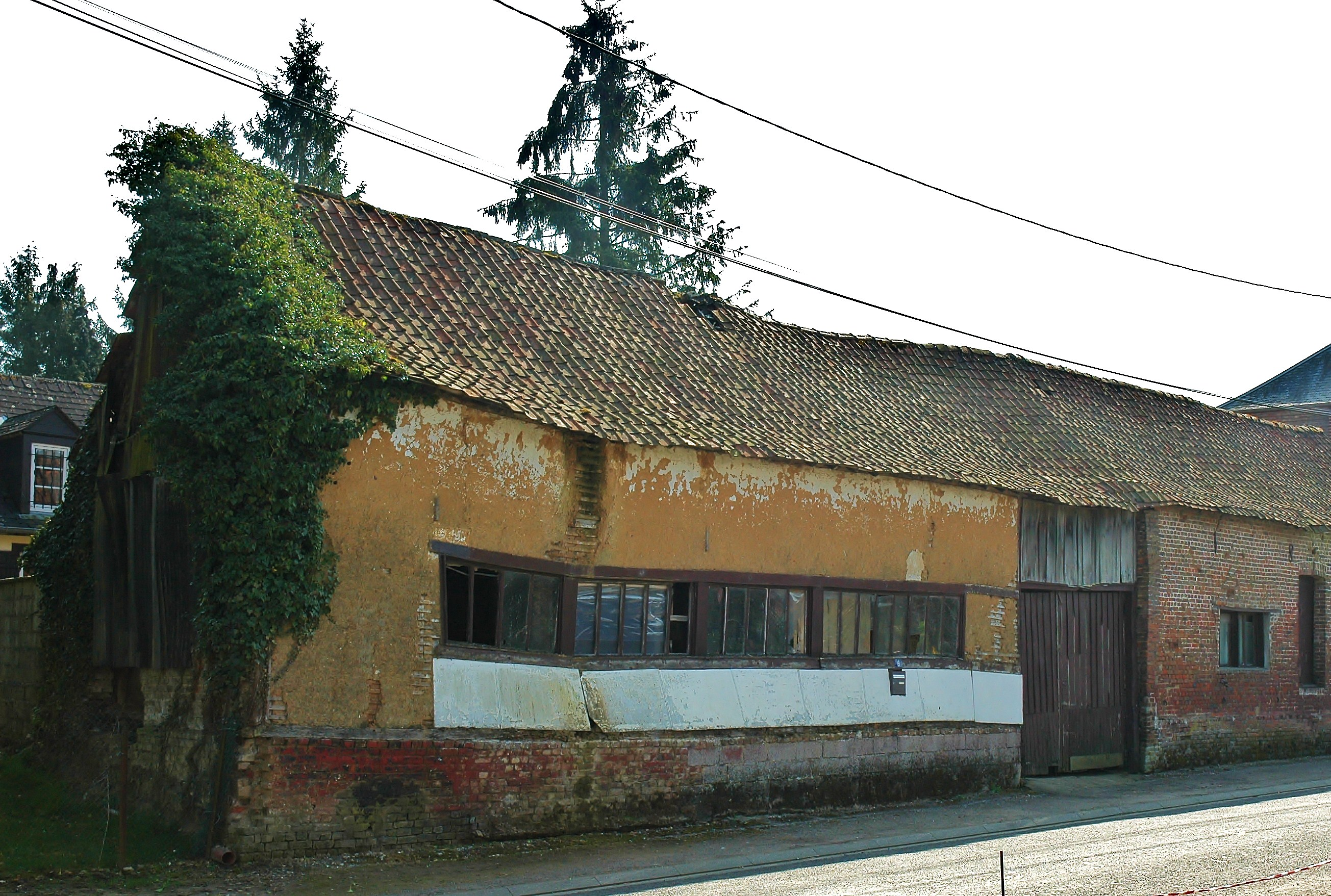

El 2007 la població en edat de treballar era de 146 persones, 114 eren actives i 32 eren inactives. De les 114 persones actives 102 estaven ocupades (59 homes i 43 dones) i 12 estaven aturades (10 homes i 2 dones). De les 32 persones inactives 9 estaven jubilades, 6 estaven estudiant i 17 estaven classificades com a «altres inactius».

### Ingressos
El 2009 a Doudelainville hi havia 112 unitats fiscals que integraven 308 persones, la mediana anual d'ingressos fiscals per persona era de 16.352 €.

### Activitats econòmiques
Dels 7 establiments que hi havia el 2007, 1 era d'una empresa extractiva, 4 d'empreses de construcció, 1 d'una empresa de transport i 1 d'una empresa d'hostatgeria i restauració.
Dels 5 establiments de servei als particulars que hi havia el 2009, 1 era un paleta, 1 fusteria, 1 lampisteria, 1 electricista i 1 restaurant.
L'any 2000 a Doudelainville hi havia 12 explotacions agrícoles que ocupaven un total de 468 hectàrees.

## Poblacions més properes
El següent diagrama mostra les poblacions més properes.